# Алхасов, Абдуманап Басирович
Алхасов Абдуманап Басирович (род. 19 января 1970 года, с. Урахи, Дагестанская АССР, РСФСР, СССР) ― российский учёный, врач высшей квалификационной категории, выдающийся детский хирург, доктор медицинских наук, профессор. Заведующий хирургическим торакальным отделением «Национального медицинского исследовательского центра здоровья детей» Минздрава России. 

## Биография
Родился в 1970 году в с. Урахи Сергокалинского района ДАССР в семье учителей. По национальности ― даргинец.
В 1987 г. – с отличием окончил Урахинскую среднюю школу им А. А. Тахо-Годи ;
С 1987 по 1989 гг – служба в Советской Армии ;
В 1994 г. - окончил Дагестанский государственный медицинский институт по специальности «детская хирургия» ;
С 2004 по 2006 гг - клиническая ординатура по детской хирургии в РГМУ, больница № 13 имени Н. Ф. Филатова, г. Москва;
С 2006 по 2009 гг - аспирантура по детской хирургии в РГМУ,  больница № 13 имени Н. Ф. Филатова, г. Москва;
В 1999 г.  защитил диссертацию на соискание учёной степени кандидата медицинских наук ;
С 1999 по 2014 гг - главный научный сотрудник ССХ им. А.Н. Бакулева;
С 1999 по 2004 гг врач-детский хирург больницы №13 им. Н. Ф. Филатова, г. Москва
С 2004 по 2019 гг врач-торакальный хирург больницы №13 им. Н. Ф. Филатова, г. Москва
С 2012 г по настоящее время - профессор кафедры детской хирургии РГМУ, г. Москва
С 2019 г по настоящее время - заведующий хирургическим торакальным отделением НМИЦ Здоровья детей Минздрава РФ, г. Москва
В 2007 г. в РНИМУ им. Н.И. Пирогова защитил докторскую диссертацию. Тема диссертации: «Хирургическое лечение гастроэзофагеального рефлюкса у детей».

## Трудовая деятельность
С 2019 года – заведующий хирургическим торакальным отделением ФГАУ "Национальный медицинский исследовательский центр здоровья детей" Минздрава России, а также по совместительству – профессор кафедры детской хирургии Российского государственного национально-исследовательского медицинского университета им. Н.И. Пирогова.
Профессор, врач высшей квалификационной категории.

## Научная деятельность
Научная и практическая деятельность Алхасова А.Б. посвящена разработке и внедрению современных методов хирургического и комбинированного лечения детских заболеваний, таких как: пороки развития и заболевания легких (киста, секвестрация, бронхоэктазии, образования, кистозно-аденоматозная мальформация), пищевода (стеноз, гастроэзофагеальный рефлюкс, ахалазия, лейомиома, дупликационная киста, атрезия пищевода), диафрагмы (диафрагмальная грыжа, релаксация диафрагмы), дыхательных путей (стенозы гортани и трахеи, полные хрящевые кольца, трахеопищеводный свищ, расщелина гортани), дуги аорты (двойная дуга аорты, петля легочной артерии, открытый артериальный проток), грудной клетки (расщелина грудины, воронкообразная и килевидная грудь), печени (кисты и образования, сосудистые мальформации) и желчевыводящих путей (киста холедоха, билиарная атрезия), поджелудочной железы (образования, киста, калькулезный панкреатит), портальная гиперетензия,  и др.
Он является автором и соавтором более 200 научных работ, включая  патент, 15 монографий и 10 учебно-медицинских пособий для ВУЗов.
Дважды лауреат премии РНИМУ за лучшую научно-исследовательскую работу.
Поощрён дипломом «За лучшие показатели в учебно-методической работе» 2015 года в области: клинические дисциплины, получивший первую премию за издание книги «Детская хирургия».
Член Европейской ассоциации детских хирургов и ассоциации детских хирургов России.

## Награды и звания
- Доктор медицинских наук
- Профессор
- Лауреат Премии РНИМУ (2015)

## Семья
- Отец, Басир Алхасов (1927-2007) – учитель физкультуры высшей категории с 50-летним стажем. Отличник народного образования СССР, Заслуженный учитель школы Дагестанской АССР.
- Мать, Рукият Алиева (1931) – учитель математики высшей категории с 50-летним стажем. Отличник народного образования СССР.
- Трое сыновей.